# Секем
Секем (англ. SEKEM), Инициатива «Секем» (англ. Sekem initiative) — многопрофильный египетский холдинг, реализующий принципы социального предпринимательства преимущественно в сельском хозяйстве страны.
На 2014 год объединяет более 7 коммерческих и несколько некоммерческих организаций, на которых трудится более 2 000 человек.
Создателем, владельцем и руководителем компании является Ибрагим Абулиш (англ. Ibrahim Abouleish).
Компания стала одним из классических кейсов социального предпринимательства и классифицируется в этой области как «гибридная коммерческая организация».
«Секем» поддерживается «Фондом социального предпринимательства Шваба».

## Деятельность
Многопрофильный холдинг «Секем» состоит из нескольких финансово успешных компаний, которые стремятся решать социальные и культурные проблемы общества, а также вносить вклад в развитие египетского общества.
Основными направления холдинга «Секем» являются:
- Экономическое.
Представлено материнской компанией и сельскохозяйственными компаниями/предприятиями.
Материнская компания является инвестором и заимодателем, обеспечивает организационное развитие, реализует маркетинговую стратегию, подход к человеческим ресурсам и ценностям, соответствующим философии «Секем». Дочерние компании производят органические пищевые продукты, хлопок, ткани и лечебные травы[2].
- Культурное.
Включает: Египетская биодинамическая ассоциация культурного земледелия (англ. The Egyptian Biodynamic Association (EBDA)), Фонд развития «Секем» (англ. The SEKEM Development Foundation´s (SDF)), Египетское общество культурного развития (англ. Egiptian Siciety for Cultural Development (SCD))[1], негосударственный некоммерческий университет «Хелиополис» (англ. Heliopolis University).
Реализует программы в области здравоохранения, просвещения и образования, культуры и искусств.
- Социальное.
Кооператив работников «Секем» (англ. The Cooperative of SEKEM Employees (CSE)).
Направлено на реализацию социальных потребностей своих членов.

## История
Будущий создатель «Секем» Ибрагим Абулиш (англ. Ibrahim Abouleish) 20 лет проживал с семьёй в Австрии, после чего решил вернуться на родину в Египет.
Он застал страну в бедственном экономическом состоянии с растущими социальными проблемами.
В 1977 году Ибрагим Абулиш решил создать социальное венчурное предприятие с целью «исцелить землю и людей».
Слово «Секем», ставшее названием компании, является транслитерацией иероглифа, означающего жизнеспособность — энергию, происходящую от солнца.
Первое сельскохозяйственное предприятие «Секем» было создано на 70 акрах пустыни северо-востоку от Каира.
Предприниматель сосредоточился на биодинамическом культивировании растений и специй, включая целебные и ароматические травы.
Основываясь на предпосылке, что органическая культивация укрепляет плодородные структуры почвы, позволяет расширить растительное биоразнообразие и не производит неперерабатываемых отходов.
Таким образом все продукты, полученные с использованием этих методов, можно продать, пустить на переработку или повторно использовать в процессе культивации создавая устойчивое самодостаточное хозяйство.
Отказавшись от использования пестицидов, но благодаря инновационному использованию биодинамического культивирования «Секем» смог увеличить урожайность почвы, что внесло вклад в решению сложной экономической ситуации в Египте.
В первое время продукты питания и медикаменты, производимые компанией «Секем», в основном экспортировались.
Однако вскоре в стране и за её пределами «Секем» стал известен как производитель натуральных продуктов, выращенных без использования химических удобрений, а также как одно из ведущих фитофармацевтических предприятий.
Более 55 % продаж компании стало приходиться на внутренний рынок.
К 2005 году «Секем» создал сеть из более чем 2000 фермеров и многочисленных организаций-партнёров в Египте и стал стремиться расширить свою опыт и приобретённые знания в других странах, в том числе Индии, Палестины, Сенегала, Турции и Южной Африке.